# Південнослов'янські мови
Південнослов'янські мови — мовна підгрупа слов'янських мов, поширена на Балканському півострові та Центральній Європі. Має приблизно 30 млн мовців.

## Класифікація

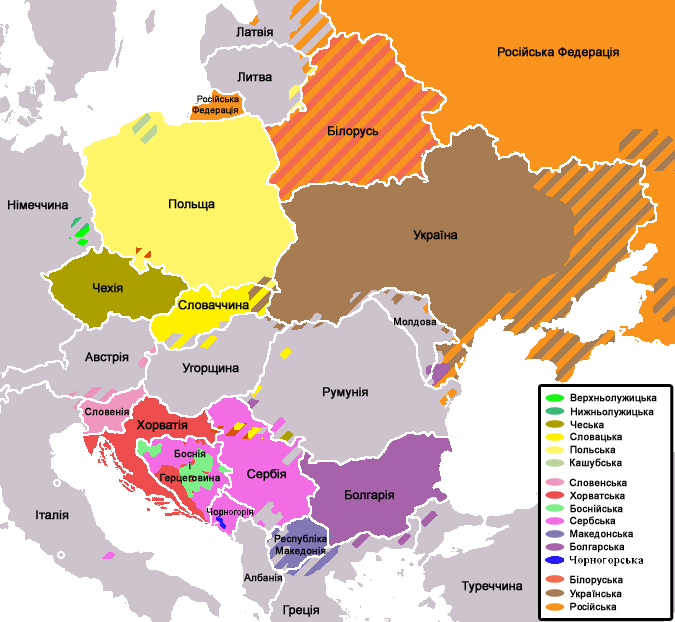
Слов'янські мови

Континуум діалектів південнослов'янських мов

Слов'янські мови належать до балто-слов'янської спільноти, яка належить до індоєвропейської мовної сім'ї. Південні слов'янські мови формують діалектну спільноту від Австрії до Греції та Туреччини.
Німецька, угорська і румунська мови загалом формують пояс, який географічно відокремлює мовців південнослов'янських мов від мовців західно- і східно- слов'янських мов.
- Індоєвропейські мови
  - Балто-слов'янські мови[1]
    - Слов'янські мови
      - Південнослов'янські мови
        - Західна підгрупа мов:
          - Сербохорватська мова
            - боснійська
            - сербська
            - хорватська
            - чорногорська

          - словенська мова
            - прекмурська

        - Східна підгрупа мов:
          - болгарська
          - македонська
          - староцерковнослов'янська †
            - церковнослов'янська †
              - місцеві різновиди, в тому числі київський ізвод

Мовна спільність південнослов'янських мов менш очевидна, ніж західнослов'янських і східнослов'янських. Сучасні південнослов'янські мови мають поділ на дві підгрупи, що значно відрізняються між собою: західну та східну. Можливі причини різких відмінностей між цими групами такі:
- Балкани заселялися слов'янами двома потоками: східним і західним;
- на мову болгар і македонців зробили великий вплив навколишні неслов'янські народи.

### Проблеми класифікації
На рівні діалектології або лінгвістичної типології, головні діалекти можуть бути визначені, але їх межі стерті завдяки сильним контактам і частим міграціям в минулому. З іншого боку, культурне усвідомлення і національне звільнення від Османської і Австро-Угорської імперій, завершилися створенням національних держав в 19-му і 20-му сторіччі, що викликало розвиток національних мов. Ці процеси (майже) закінчилися тільки в кінці 20-го сторіччя, з розпадом Югославії. Більшість мов вибрали один діалект як основу, деякі діалекти розглядають як другорядні. Але національні і етнічні межі здебільшого не збігаються з діалектними межами.

## Основні риси
Відмінністю південнослов'янських мов, що впадає в очі, від східно- і західнослов'янських є система відмінювання дієслів, що збереглася, з великою кількістю минулих часів (імперфект, аорист, плюсквамперфект), в якій, проте, інфінітиву або немає взагалі (у болгарській), або його використання звужене. Для утворення складених форм майбутнього часу як допоміжне дієслово використовується не «бути» або «мати» (як в українській), а «хотіти».

Спрощена відміна (у болгарській до повного зникнення відмінків, залишки яких видно лише у займенників і у фразеологізмах; у сербсько-хорватській збереглися давальний, орудний і прийменниковий відмінки множини). У лексиці помітний тюркський та інший східний вплив (багато слів турецьких і запозичених через турецьке посередництво). Проте з сучасною російською мовою південнослов'янські мови, особливо болгарська, мають певну схожість, пов'язану з зародженням сучасної російської мови на базі церковнослов'янської книжкової традиції, що проникла в усі елементи мови: фонетику, лексику, словотвір тощо. Але надалі еволюція сучасної болгарської й еволюція сучасної російської мови пішла різними шляхами.